# ホテルマイステイズプレミア成田
ホテルマイステイズプレミア成田（ホテルマイステイズプレミアなりた、英: HOTEL MYSTAYS Premier Narita）は、千葉県成田市大山に所在するアイコニア・ホスピタリティ（2025年7月にマイステイズ・ホテル・マネジメントから社名変更）のホテル。2018年（平成30年）1月31日までは東急ホテルズが運営し、「成田エクセルホテル東急」と称していた。

## 概要
1985年（昭和60年）7月1日、「成田東急イン」として開業。1993年（平成5年）10月13日に「ホテル成田東急」に改称。2002年（平成14年）4月1日、東急ホテルズのブランド再編成により「成田エクセルホテル東急」に変更。
本館、南館で全712室は高速インターネット接続可能。4つのレストラン＆バー、大小9の宴会場、室内プール、大浴場、サウナ、リラクゼーションサロン、エクセサイズルームなど。成田空港付近のホテルでは唯一大浴場を設けている。
2007年（平成19年）より徐々に全館の改装が行われ、現在では全ての客室が改装済み。また2012年（平成24年）にはロビーが改装された。

## アクセス
- 第1ターミナル1階バス乗り場・第2ターミナル1階バス乗り場・成田駅東口（一部はイオンモール成田を経由）から無料送迎バス
- 成田駅・京成成田駅から自動車で10分

そのほか、ホテル前に成田サークルバスのバス停がある。